# みやき町立三根西小学校
みやき町立三根西小学校（みやきちょうりつ みねにししょうがっこう）は、佐賀県三養基郡みやき町大字寄人にある町立小学校。

## 概要
歴史
1875年（明治8年）に創立した小学校5校（基素・勧業・陶治・佑啓・開生）を源流とする。数回の統合・改組・改称を経て、現校名になったのは2005年（平成17年）。1898年（明治31年）を開校年としており、2023年（令和5年）には開校125周年を迎えた。
校章
中央に「西」の文字を配している。
校歌
1964年（昭和39年）に制定。作詞は藤吉慈海、作曲は真島豹吉による。歌詞は3番まであり、各番の歌詞中に校名の「三根西小学校」が登場する。
校区
住所表記で「三養基郡みやき町」の後に「大字 市武・寄人・東津」が続く地域。中学校区はみやき町立三根中学校。

## 沿革
- 1875年（明治8年）- 市武村に「基素[1]小学校」、江見に「勧業小学校」、寄人村に「陶治小学校」、袋に「佑啓小学校」、東津村に「開生小学校」が創立。
- 1877年（明治10年）- 佑啓小学校と開生小学校が統合の上、「東津小学校」となる。
- 1879年（明治12年）- 基素[1]小学校と勧業小学校が統合の上、「市武小学校」となる。
  - 「市武小学校」・「寄人小学校」・「東津小学校」
- 1881年（明治14年）- 「公立上等市武小学校」に改称。小学校2校（寄人・東津）を統合の上、「寄人分校」・「東津分校」とする。
- 1887年（明治20年）- 小学校令施行により、尋常科（4年制）を設置の上、「尋常市武小学校」に改称。高等三根小学校が併置される。
- 1888年（明治21年）- 寄人分校と東津分校を統合の上、「津寄分校」とする。
- 1889年（明治22年）4月1日 - 町村制施行により、三根郡3村（市武・寄人・東津）が合併し、三川村が発足。
- 1892年（明治25年）- 「三川尋常小学校」に改称。津寄分校は存続。三根高等小学校は上峰・三川・南茂安三ヶ村学校組合で運営を存続。
- 1898年（明治31年）6月 - 現在地に移転を完了。津寄分校を廃止。（この年を開校年とする。）
- 1896年（明治29年）4月 - 三根郡、養父郡、基肄郡が統合の上、三養基郡となる。
- 1902年（明治35年）- 校舎を増築。
- 1908年（明治41年）- 校舎を増築。尋常科が6年制となり、尋常科5・6年を新設。
- 1910年（明治43年）
  - 3月31日 - 三ヶ村[3]学校組合立 三根高等小学校が廃止される。
  - 4月1日 - 高等科を併置の上、「三川尋常高等小学校」に改称。
- 1911年（明治44年）7月 - 高等科生徒を対象に手工科を設置。
- 1920年（大正9年）4月 - 高等科女子を対象に家庭科を設置。
- 1926年（大正15年）4月 - 青年訓練所充当 三川実業補習学校を併置。
- 1929年（昭和4年） - 中央2階建て校舎が完成。
- 1935年（昭和10年）4月1日 - 青年学校令施行により、併置の実業補習学校が実業青年学校となる。
- 1936年（昭和11年） - 西校舎を増築。北校舎を改築。青年学校校舎を増築。
- 1941年（昭和16年）4月1日 - 国民学校令施行により、「三川村国民学校」に改称。尋常科を初等科に改める。
- 1947年（昭和22年）4月1日  - 学制改革が行われる。
  - 三川村国民学校の初等科が、新制小学校「三川村立三川小学校」となる。
  - 三川村国民学校の高等科が青年学校の普通科とともに、新制中学校「三川村立三川中学校」となり、小学校に併設される。
- 1949年（昭和24年）5月 - 中学校校舎が完成。
- 1955年（昭和30年）
  - 4月1日 - 2村[4]合併により、「三根村立三川小学校」に改称。
  - 5月 - 北校舎が完成。
- 1956年（昭和31年）4月1日 - 「三根村立三根西小学校」に改称。
- 1961年（昭和36年）4月 - 体育館が完成。
- 1962年（昭和37年）5月1日 - 町制施行により、「三根町立三根西小学校」に改称。
- 1963年（昭和38年）3月31日 - 統合のため、隣接地の三根西中学校が閉校[5]。
- 1964年（昭和39年）7月 - 校歌を制定。
- 1965年（昭和40年）4月 - 特殊学級（現：特別支援学級）を設置。
- 1966年（昭和41年）7月 - プールが完成。校旗を制定。
- 1967年（昭和43年）- 岩石園が完成。
- 1969年（昭和44年）- 町立給食センターが開設され、学校給食を開始。
- 1970年（昭和45年）- 運動場南側の工事を完了。
- 1981年（昭和56年）4月 - 新校舎（第一期工事）が完成。
- 1982年（昭和57年）9月 - 新校舎（第二期工事）が完成。
- 1988年（昭和63年）3月 - 講堂が完成。
- 1991年（平成3年）5月 - ふれあい農園が完成。体育館南側の学校用畑地を造成。
- 1993年（平成5年）3月	プールを改装。
- 1994年（平成6年）10月 - パソコン室が完成。
- 1995年（平成17年）8月	- パクパクランドを設置。
- 1999年（平成11年）11月21日 - 三根西小学校開校100周年記念行事を開催。記念碑を建立。
- 2001年（平成13年）4月 - 学童保育が発足。
- 2004年（平成16年）8月 - 校舎看板を取替える。
- 2005年（平成17年）
  - 2月 - 学童保育室を新設。
  - 3月1日 - 3町[6]合併により、「みやき町立三根西小学校」（現校名）に改称。
  - 4月1日 - 給食センターが移転。
- 2011年（平成23年）7月	- 校舎の耐震外壁塗装工事が完了。

## 交通
最寄りの鉄道駅
- JR九州 長崎本線 「吉野ヶ里公園駅」

最寄りの幹線道路
- 国道264号・佐賀県道211号市武諸富線「和泉」交差点

## 周辺
- 八幡宮
- 和泉農村公園
- 和泉公民館

## 参考資料
- 「三根町史」（1984年（昭和59年）3月, 三根町史編さん委員会・三根町）p.793～801, p.815～p.827, p.832～p.836